# Борин-До
Борин-До (серб. Борин До) — населённый пункт в общине Власотинце Ябланичского округа Сербии.

## Население
Согласно переписи населения 2002 года, в селе проживало 148 человек (все сербы).
| Численность населения | Численность населения | Численность населения | Численность населения | Численность населения | Численность населения | Численность населения | Численность населения |
| 1948                  | 1953                  | 1961                  | 1971                  | 1981                  | 1991                  | 2002                  | 2011                  |
| --------------------- | --------------------- | --------------------- | --------------------- | --------------------- | --------------------- | --------------------- | --------------------- |
| 671                   | 677                   | 686                   | 541                   | 364                   | 226                   | 148                   | 108                   |

## Религия
Согласно церковно-административному делению Сербской православной церкви, село относится к Третьему власотиначскому приходу Власотиначского архиерейского наместничества Нишской епархии.